# Szentes
Szentes je mesto na Madžarskem, ki upravno spada v podregijo Szentesi Županije Csongrád.
Tu se nahaja tudi Letališče Szentes.